# Звёзды не гаснут
Звёзды не гаснут (азерб. Ulduzlar sönmür) — советский биографический исторический фильм 1971 года производства киностудии Азербайджанфильм.

## Синопсис
Фильм посвящён памяти политического деятеля Наримана Нариманова и состоит из разных сюжетов, где описывается его жизнь, начиная с его детства.

## В ролях
Владимир Самойлов — Нариман Нариманов
Евгений Самойлов — Георгий Васильевич Чичерин
Валериан Виноградов — Андрей Миронов
Тенгиз Арчвадзе — Чингиз
Барасби Мулаев — Зараев
Нелли Самушия — Гюльшум
Алмас Аскерова — Фатима
Татьяна Волошина — Наташа
Энвер Велиев — Буният
Олег Хабалов — Чотай
Исмаил Османлы — Гаджи Тагиев, миллионер, владелец промыслов, меценат
Адиль Искендеров — Насиб-Бек
Аждар Ибрагимов — Бегулов, полковник
Мухлис Джанизаде — Мустафа
Николай Михайлов — Чеменов
Надежда Самойлова — Мария Фёдоровна
Николай Волков — полковник Томпсон
Семён Соколовский — Мартынау, полковник
Ахмед Ахмедов — Ахмед
Агасадык Герабейли — жандарм
Земфира Садыкова — Фируза
Мирза Бабаев — писатель
Эммануил Геллер — представитель Афганистана
Рахиб Алиев
Зоя Василькова — дама
Виктор Шульгин — Иван Фёдорович Туртышкин, бывший артиллерист
Мухтар Авшаров
Тамара Кокова — мать Чотая
Камал Худавердиев
Расим Балаев — Султанов
Мелик Дадашев — Мехдадаров
Борис Бибиков — нефтяной магнат
Фазиль Салаев
Мамед Алили — мулла
Савелий Крамаров — солдат Андрей
Зираддин Тагиев
Идрис Ногайбаев — Токтар
Анатолий Фалькович — Феликс Эдмундович Дзержинский
Андро Кобаладзе — Серго Орджоникидзе
Александр Титов — Михаил Иванович Калинин
Владимир Уан-Зо-Ли — японский дипломат
Юрий Прокопович — директор нефтепромысла

### Административная группа
авторы сценария: Иса Гусейнов, Аждар Ибрагимов
режиссёр-постановщик: Аждар Ибрагимов
второй режиссёр: Мамед Алили
оператор-постановщик: Алексей Темерин
художник-постановщик: Евгений Черняев
композитор: Ариф Меликов
звукооператор: Виктор Беляров
автор текста песен: Онегин Гаджикасимов, Фикрет Годжа, Ислам Сафарли
вокал: Анатоллу Ганиев ("Зелёный выход")